# Pupenová efektní příze

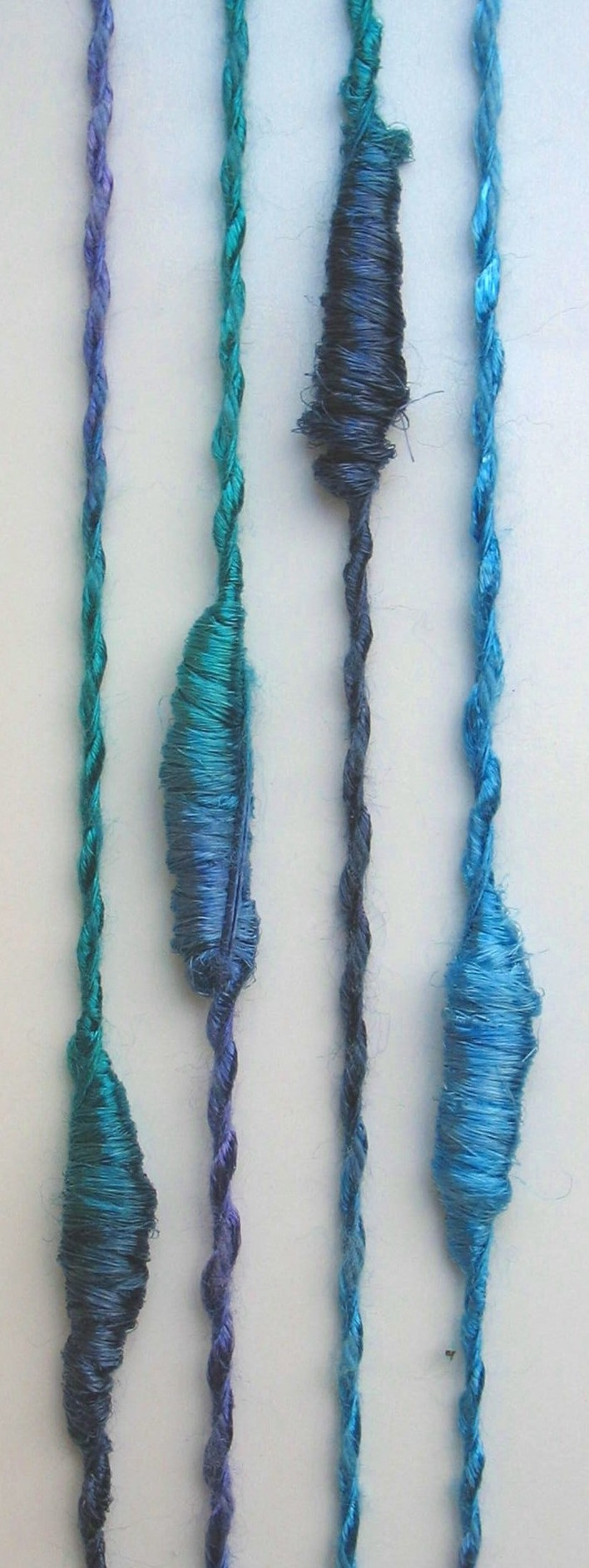
Pupenová příze z polyesterových filamentů (cca 1,5 x zvětšeno)

Pupenová efektní příze (angl.: knop fancy yarn) je výrobek s výraznými silnými místy – pupeny - vzniklými pravidelnými nebo nepravidelnými ovinky kolem jedné nebo více základních niti.

## Způsob výroby
K výrobě příze se používají přírodní i umělé materiály, jak ze staplových vláken, tak i z filamentů.
Příze sestává ze základní, vzorovací a vazné niti. Základní a vzorovací niti jsou obvykle skané a často rozdílně obarvené technologií space dyeing. Jako vazná nit se běžně používá bezbarvý filament.
Výroba se většinou provádí ve dvou fázích (pasážích) na prstencových skacích strojích se zařízením umožňujícím paralelní běh dvou niti s rozdílnou rychlostí.
V první pasáži skaní prochází vedle sebe základní a vzorovací nit odděleně společným vodičem, za kterým se těsně nad skacím vřetenem spojují. Běh základní niti se na určitou dobu zastaví (resp. zpomalí), vzorovací nit se kolem ní ovíjí a tak vzniká pupenec. Tvar zesíleného místa je závislý na postavení vodiče nití a na době přerušení běhu základní niti.
Ve druhé fázi běží vazná nit asi o 15 % rychleji než předskaná příze z 1. pasáže, ovinuje ji a fixuje tak tvar výsledné efektní příze.
Pupenová příze se dá vyrábět také na strojích s  dutým vřetenem (odváděcí rychlost cca 70 m/min oproti prstencovým strojům s 10 m/min).

## Použití

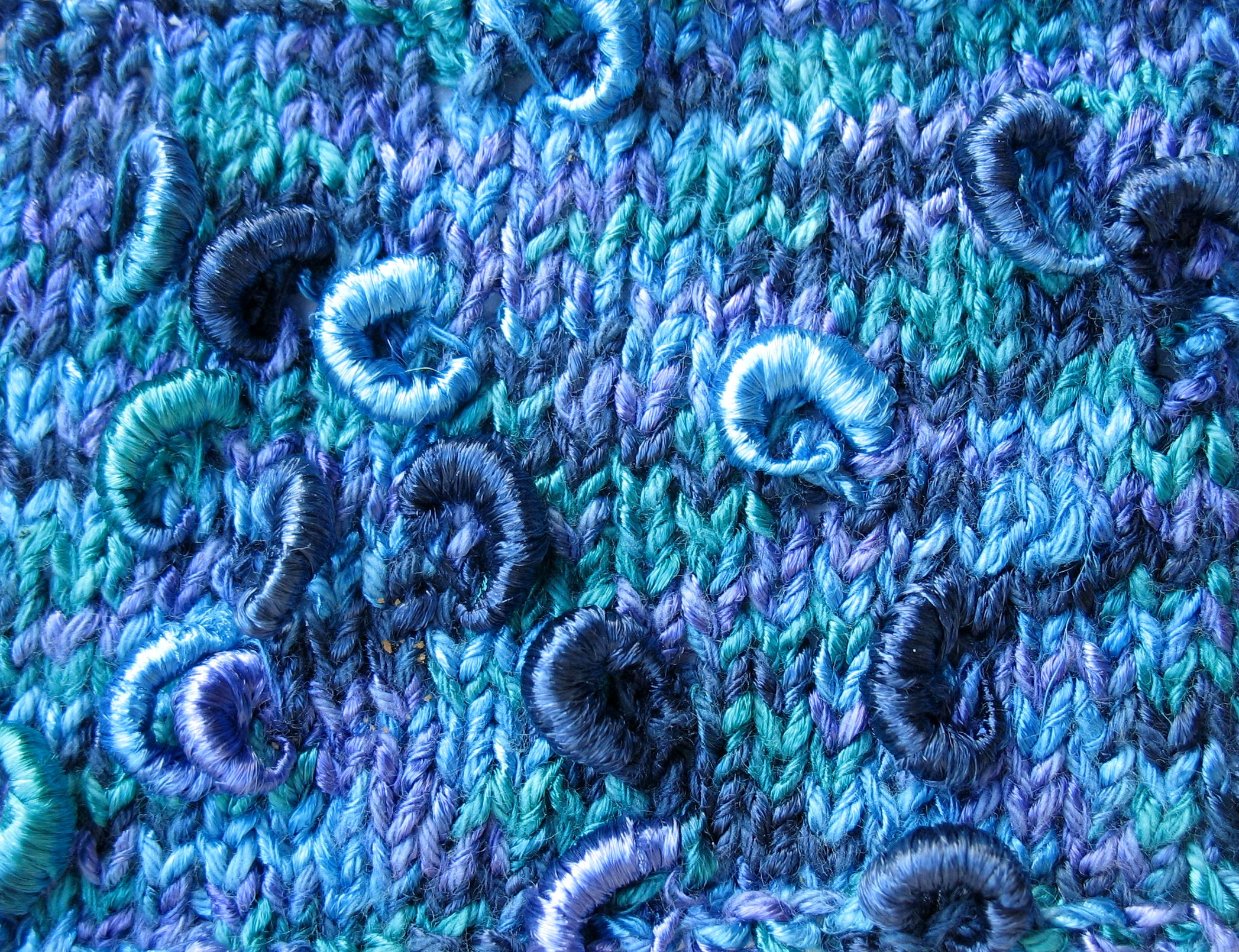
Ručně pletený vzorek z pupenové příze

Technologie výroby pupenových přízí je známá asi od 1. poloviny 20. století. 
- Příze v podobném provedení jako vzorek na hořejším snímku se používají na ruční pletení. Všechny komponenty jsou ze skaných polyesterových filamentů barvených technologií space dyeing, zesílená místa se opakují pravidelně po 40 a 60 centimetrech. Příze pochází z roku 1985.

Vzorek na dolním snímku je z této příze pletený hladce jehlicemi č. 3.
- Příze s jemnějšími, méně výraznými pupeny (v jemnostech cca 30-400 tex) se dají použít jako útek do tkanin a materiál pro zátažné pleteniny. Např.  polyakrylová příze 32 tex x 2 se vyrábí s pupeny s tloušťkou 1,5-4 mm a délkou 5-15 mm, pupeny se opakují po 1 až 5 cm, pevnost příze dosahuje 3,3-12 cN/tex. Příze se dá použít jako útek ve tkaninách v  plátnové, keprové i  atlasové vazbě a v  zátažných  oboulícních pleteninách.[2] [4]

## Odlišná označení pupenové příze
Všechny věcné údaje v uvedeném článku jsou odvozeny z knihy Fancy yarns…., překlad názvu knop yarn do češtiny je převzatý ze slovníku REWIN. 
Norma ČSN 800012 a české textilní slovníky stručně popisují stejnou přízi pod názvem knoflíková nit' (resp. housenková nit).
V knize Fancy yarns (str. 51-53) je však jako knoflíková příze (button yarn) popsána a doložena fotografiemi příze, která je svojí strukturou a původem odlišná od „české“ knoflíkové niti.
Internetový textilní zpravodaj stručně popisuje pod názvem knob yarn (ne knop yarn), tedy knoflíková příze, výrobek připomínající pupenovou přízi. 